# Dysaphis physocaulis
Dysaphis physocaulis är en insektsart. Dysaphis physocaulis ingår i släktet Dysaphis och familjen långrörsbladlöss. Inga underarter finns listade i Catalogue of Life.